# Vermiliopsis leptochaeta
Vermiliopsis leptochaeta är en ringmaskart som beskrevs av Pillai 1971. Vermiliopsis leptochaeta ingår i släktet Vermiliopsis och familjen Serpulidae. Inga underarter finns listade i Catalogue of Life.